# Комітет Верховної Ради України з питань паливно-енергетичного комплексу, ядерної політики та ядерної безпеки
Комітет Верховної Ради України з питань паливно-енергетичного комплексу, ядерної політики та ядерної безпеки — колишній профільний комітет Верховної Ради України.
Створений 25 грудня 2012 р.

## Сфери відання
Комітет здійснює законопроєктну роботу, готує, попередньо розглядає питання, віднесені до повноважень Верховної Ради України, та виконує контрольні функції у таких сферах відання:
- розвиток паливно-енергетичного комплексу, вугільної, газової, нафтової, нафтопереробної промисловості та електроенергетики;
- розвиток ядерної енергетики та ядерної безпеки;
- функціонування ринків енергії та енергоносіїв;
- транспортування енергії та енергоносіїв;
- енергозбереження;
- нетрадиційні та поновлювальні джерела енергії.

## Склад VII скликання[2]
Керівництво:
- Мартиненко Микола Володимирович — Голова Комітету
- Зарубінський Олег Олександрович — Перший заступник голови Комітету
- Кунченко Олексій Петрович — Заступник голови Комітету
- Мирний Олександр Борисович — Заступник голови Комітету
- Онищенко Олександр Романович — Заступник голови Комітету
- Груба Григорій Іванович — Секретар Комітету
- Пашинський Сергій Володимирович — Голова підкомітету з питань стратегії розвитку галузі та інвестицій
- Бандуров Володимир Володимирович — Голова підкомітету з питань ядерної політики та ядерної безпеки
- Павелко Андрій Васильович — Голова підкомітету з питань електроенергетики
- Ковач Василь Ілліч — Голова підкомітету з питань енергозбереження та нетрадиційних джерел енергії
- Кутовий Вячеслав Григорович — Голова підкомітету з питань газової промисловості
- Васюник Ігор Васильович — Голова підкомітету з питань нафтової промисловості і нафтопродуктозабезпечення
- Турманов Віктор Іванович — Голова підкомітету з питань вугільної промисловості

Члени:
- Іванющенко Юрій Володимирович
- Іоффе Юлій Якович
- Ковальчук Віталій Анатолійович
- Корж Павло Петрович
- Лелюк Олексій Володимирович
- Мармазов Євген Васильович
- Медяник Володимир Юрійович
- Рудьковський Микола Миколайович[3].

## Склад VIII скликання[4]
Керівництво:
- голова Комітету — Мартиненко Микола Володимирович
- перший заступник голови Комітету — Домбровський Олександр Георгійович
- заступник голови Комітету — Бєлькова Ольга Валентинівна
- заступник голови Комітету — Насалик Ігор Степанович
- заступник голови Комітету — Онищенко Олександр Романович
- секретар Комітету — Войціцька Вікторія Михайлівна

Члени:
- Бандуров Володимир Володимирович
- Батенко Тарас Іванович
- Бондар Михайло Леонтійович
- Звягільський Юхим Леонідович
- Іоффе Юлій Якович
- Кацер-Бучковська Наталія Володимирівна
- Клюєв Сергій Петрович
- Кононенко Ігор Віталійович
- Ксенжук Олександр Степанович
- Куліч Валерій Петрович
- Лівік Олександр Петрович
- Лопушанський Андрій Ярославович
- Мартовицький Артур Володимирович
- Підлісецький Лев Теофілович
- Рябчин Олексій Михайлович
- Чижмарь Юрій Васильович[5].